# قاتل شکارچی (فیلم)
قاتل شکارچی (به انگلیسی: Hunter Killer) یک فیلم به کارگردانی داناوان مارش محصول ایالات متحدهٔ آمریکا است که در سال ۲۰۱۸ اکران شد.

## داستان فیلم
یک زیردریایی تهاجمی هسته‌ای آمریکا با نام تامپا بی در حال تعقیب یک زیردریایی تهاجمی هسته‌ای روسی در زیر یخ‌های دریایی بارنتز است که مورد اصابت یک اژدر قرار می‌گیرد و غرق می‌شود.
نیروی دریایی ایالات متحده یک زیردریایی تهاجمی دیگر را برای بررسی حادثه به محل می‌فرستد و همزمان یک گروه کماندویی نیز با هواپیما به روسیه اعزام می‌شوند تا حوادث مذکور را بررسی کنند.